# Quan hệ Hoa Kỳ - Venezuela
Quan hệ Hoa Kỳ- Venezuela đề cập đến mối quan hệ song phương giữa Hoa Kỳ và Venezuela. Quan hệ truyền thống đã được đặc trưng bởi một mối quan hệ thương mại và đầu tư quan trọng cũng như hợp tác trong việc chống lại việc sản xuất và vận chuyển thuốc bất hợp pháp. Kể từ ngày 23 tháng 1 năm 2019, Venezuela và Hoa Kỳ không có quan hệ ngoại giao chính thức.
Quan hệ đã bền chặt dưới các chính phủ truyền thống ở Venezuela, chẳng hạn như của Carlos Andrés Pérez và Rafael Caldera. Tuy nhiên, căng thẳng gia tăng sau khi Tổng thống xã hội chủ nghĩa Hugo Chávez nhậm chức bầu cử năm 1999. Căng thẳng giữa các nước gia tăng hơn nữa sau khi Venezuela cáo buộc chính quyền của George W. Bush ủng hộ nỗ lực đảo chính thất bại của Venezuela năm 2002 trước Chavez, một lời buộc tội đã được rút lại một phần sau đó. 
Quan hệ giữa Venezuela và Hoa Kỳ càng căng thẳng hơn khi nước này trục xuất đại sứ Hoa Kỳ vào tháng 9 năm 2008 để đoàn kết với Bôlivia sau khi một đại sứ Hoa Kỳ bị buộc tội hợp tác với các nhóm chống chính phủ bạo lực ở nước đó, mặc dù quan hệ đã tan rã dưới thời Tổng thống Barack Obama vào tháng 6 năm 2009, chỉ một lần nữa xấu đi một lần nữa ngay sau đó. Vào tháng 2 năm 2014, chính phủ Venezuela đã ra lệnh cho ba nhà ngoại giao Mỹ ra khỏi đất nước với cáo buộc thúc đẩy bạo lực.
Vào ngày 23 tháng 1 năm 2019, Tổng thống Venezuela Nicolás Maduro tuyên bố rằng Venezuela đang chấm dứt mối hệ với Hoa Kỳ sau tuyên bố của Tổng thống Trump công nhận Juan Guaidó, lãnh đạo phe đối lập Venezuela, làm Tổng thống lâm thời của Venezuela. Vào ngày 26 tháng 1 năm 2019, Maduro đã quay lại yêu cầu đã xoa dịu tình hình từ vài ngày trước đó với yêu cầu của nhân viên đại sứ quán rời đi. Chính phủ của Maduro hiện đang trong một cuộc nói chuyện 30 ngày với Chính quyền Trump để mở Văn phòng Quan tâm của Hoa Kỳ vào ngày 26 tháng 1.

## Thông tin để tham khảo
1. ↑  “Venezuela expels 3 American Diplomats over Violence Conspiracy”. IANS. news.biharprabha.com. Truy cập ngày 18 tháng 2 năm 2014.
2. ↑  President Chavez ordered the expulsion of the U.S. Ambassador, John Duddy, on ngày 11 tháng 9 năm 2008, in solidarity with the Bolivian government's decision to expel the U.S. Ambassador in La Paz. The U.S. Government ordered the reciprocal expulsion of the Venezuelan Ambassador in Washington. Source: U.S. Department of State Background Notes on Venezuela